# Coppa del Brasile 2023 (calcio)
La Coppa del Brasile 2023, nota anche come Copa Betano do Brasil 2023 per ragioni di sponsor, è stata la 35ª edizione della Coppa del Brasile di calcio. Iniziata il 21 febbraio 2023, si è conclusa il 24 settembre 2023 con la finale.
La squadra vincente ha ottenuto la qualificazione per la Copa Libertadores 2024.

## Formula del torneo
| Turno            | Date                       | Sorteggio  | Numero di incontri | Squadre       | Entrano a questo turno                 |
| ---------------- | -------------------------- | ---------- | ------------------ | ------------- | -------------------------------------- |
| Primo turno      | 22 febbraio - 1 marzo 2023 | 8 febbraio | 40                 | 80 → 40       | 80 squadre in base al ranking CBF      |
| Secondo turno    | 8 - 15 marzo 2023          | 8 febbraio | 20                 | 40 → 20 (+12) | –                                      |
| Terzo turno      | 12 - 26 aprile 2023        | 29 marzo   | 16                 | 32 → 16       | Le 12 migliori squadre nel ranking CBF |
| Ottavi di finale | 17 - 31 maggio 2023        | 2 maggio   | 8                  | 16 → 8        | –                                      |
| Quarti di finale | 5 - 12 luglio 2023         | 3 giugno   | 4                  | 8 → 4         | –                                      |
| Semifinali       | 9 - 16 agosto 2023         | 3 giugno   | 2                  | 4 → 2         | –                                      |
| Finale           | 17 - 24 settembre 2023     | 3 giugno   | 1                  | 2 → 1         | –                                      |

## Squadre partecipanti
Alla competizione partecipano 92 squadre, secondo i seguenti criteri:
- 70 provenienti dai campionati statali
- 10 in base al Ranking CBF
- I vincitori delle edizioni 2022 della Copa do Nordeste, della Copa Verde, della Série B e della Série A
- Le 8 squadre qualificate per la Copa Libertadores 2023.

Le squadre in grassetto entrano nella competizione dal terzo turno.
| Stato               | Club                   | Metodo di qualificazione                  |
| ------------------- | ---------------------- | ----------------------------------------- |
| Acre                | Humaitá-AC             | 1º nel Campionato Acriano                 |
| Acre                | São Francisco-AC       | 2º nel Campionato Acriano                 |
| Alagoas             | CRB                    | 1º nel Campionato Alagoano                |
| Alagoas             | ASA                    | 2º nel Campionato Alagoano                |
| Alagoas             | CSA                    | 3º nel Campionato Alagoano                |
| Amapá               | Trem                   | 1º nel Campionato Amapaense               |
| Amazonas (Brasile)  | Manaus                 | 1º nel Campionato Amazonense              |
| Amazonas (Brasile)  | Princesa do Solimões   | 2º nel Campionato Amazonense              |
| Bahia               | Atlético de Alagoinhas | 1º nel Campionato Baiano                  |
| Bahia               | Jacuipense             | 2º nel Campionato Baiano                  |
| Bahia               | Bahia de Feira         | 3º nel Campionato Baiano                  |
| Bahia               | Bahia                  | Ranking CBF                               |
| Bahia               | Vitória                | Ranking CBF                               |
| Ceará               | Fortaleza              | 8° nel Campeonato Brasileiro Série A 2022 |
| Ceará               | Caucaia                | 2º nel Campionato Cearense                |
| Ceará               | Ferroviário-CE         | 3º nel Campionato Cearense                |
| Ceará               | Iguatu                 | 4º nel Campionato Cearense                |
| Ceará               | Ceará                  | Ranking CBF                               |
| Espírito Santo      | Real Noroeste          | 1º nel Campionato Capixaba                |
| Espírito Santo      | Vitória-ES             | 2º nel Campionato Capixaba                |
| Distretto Federale  | Brasiliense            | 1º nel Campionato Brasiliense             |
| Distretto Federale  | Ceilândia              | 2º nel Campionato Brasiliense             |
| Goiás               | Atl. Goianiense        | 1º nel Campionato Goiano                  |
| Goiás               | Goiás                  | 2º nel Campionato Goiano                  |
| Goiás               | Vila Nova              | 3º nel Campionato Goiano                  |
| Maranhão            | Sampaio Corrêa         | 1º nel Campionato Maranhense              |
| Maranhão            | Cordino                | 2º nel Campionato Maranhense              |
| Maranhão            | Tuntum                 | Vincitore della Copa Maranhaense          |
| Mato Grosso         | Cuiabá                 | 1º nel Campionato Mato-Grossense          |
| Mato Grosso         | União Rondonópolis     | 2º nel Campionato Mato-Grossense          |
| Mato Grosso         | Nova Mutum             | Vincitore della Copa Mato-Grossense       |
| Mato Grosso do Sul  | Operário-MS            | 1º nel Campionato Sul-Mato-Grossense      |
| Minas Gerais        | Atlético Mineiro       | 7° nel Campeonato Brasileiro Série A 2022 |
| Minas Gerais        | Cruzeiro               | 1° nel Campeonato Brasileiro Série B 2022 |
| Minas Gerais        | Athletic               | 3º nel Campionato Mineiro                 |
| Minas Gerais        | Caldense               | 4º nel Campionato Mineiro                 |
| Minas Gerais        | Democrata-GV           | Vincitore del Trofeu Inconfidencia        |
| Minas Gerais        | Tombense               | Finalista del Trofeu Inconfidencia        |
| Minas Gerais        | América-MG             | Ranking CBF                               |
| Pará                | Paysandu               | Vincitore della Copa Verde                |
| Pará                | Remo                   | 2º nel Campionato Paraense                |
| Pará                | Tuna Luso              | 3º nel Campionato Paraense                |
| Pará                | Águia de Marabá        | 4º nel Campionato Paraense                |
| Paraíba             | Campinense             | 1º nel Campionato Paraibano               |
| Paraíba             | Botafogo-PB            | 2º nel Campionato Paraibano               |
| Paraná              | Athl. Paranaense       | 6° nel Campeonato Brasileiro Série A 2022 |
| Paraná              | Coritiba               | 1º nel Campionato Paranaense              |
| Paraná              | Maringá                | 2º nel Campionato Paranaense              |
| Paraná              | Operário-PR            | 3º nel Campionato Paranaense              |
| Paraná              | Londrina               | 5º nel Campionato Paranaense              |
| Pernambuco          | Sport Recife           | Vincitore della Copa do Nordeste          |
| Pernambuco          | Náutico                | 1º nel Campionato Pernambucano            |
| Pernambuco          | Retrô                  | 2º nel Campionato Pernambucano            |
| Pernambuco          | Santa Cruz-PB          | 3º nel Campionato Pernambucano            |
| Piauí               | Fluminense-PI          | 1º nel Campionato Piauiense               |
| Piauí               | Parnahyba              | 2º nel Campionato Piauiense               |
| Rio de Janeiro      | Flamengo               | Vincitore della Copa Libertadores 2022    |
| Rio de Janeiro      | Fluminense             | 3° nel Campeonato Brasileiro Série A 2022 |
| Rio de Janeiro      | Vasco da Gama          | 3º nel Campionato Carioca                 |
| Rio de Janeiro      | Botafogo               | 4º nel Campionato Carioca                 |
| Rio de Janeiro      | Nova Iguaçu            | Vincitore del Torneio Indipendencia       |
| Rio de Janeiro      | Resende                | Finalista del Torneio Indipendencia       |
| Rio de Janeiro      | Volta Redonda          | Vincitore della Copa Rio                  |
| Rio Grande do Norte | ABC                    | 1º nel Campionato Potiguar                |
| Rio Grande do Norte | América-RN             | 2º nel Campionato Potiguar                |
| Rio Grande do Sul   | Internacional          | 2° nel Campeonato Brasileiro Série A 2022 |
| Rio Grande do Sul   | Grêmio                 | 1º nel Campionato Gaùcho                  |
| Rio Grande do Sul   | Ypiranga-RS            | 2º nel Campionato Gaùcho                  |
| Rio Grande do Sul   | Brasil de Pelotas      | 4º nel Campionato Gaùcho                  |
| Rio Grande do Sul   | São Luiz               | Vincitore della Copa Gaùcha               |
| Rio Grande do Sul   | Juventude              | Ranking CBF                               |
| Rondônia            | Real Ariquemes         | 1º nel Campionato Rondoniense             |
| Roraima             | São Raimundo-RR        | 1º nel Campionato Roraimense              |
| Santa Catarina      | Brusque                | 1º nel Campionato Catarinense             |
| Santa Catarina      | Camboriú               | 2º nel Campionato Catarinense             |
| Santa Catarina      | Marcílio Dias          | Vincitore della Copa Santa CAtarina       |
| Santa Catarina      | Chapecoense            | Ranking CBF                               |
| Santa Catarina      | Avaí                   | Ranking CBF                               |
| Santa Catarina      | Criciúma               | Ranking CBF                               |
| San Paolo           | Palmeiras              | Campione del Brasile                      |
| San Paolo           | Corinthians            | 4° nel Campeonato Brasileiro Série A 2022 |
| San Paolo           | San Paolo              | 9° nel Campeonato Brasileiro Série A 2022 |
| San Paolo           | RB Bragantino          | 4º nel Campionato Paulista                |
| San Paolo           | Ituano                 | 5º nel Campionato Paulista                |
| San Paolo           | São Bernardo           | 6º nel Campionato Paulista                |
| San Paolo           | Botafogo-SP            | Vincitore del Trofeu do Interior          |
| San Paolo           | Marília                | Finalista della Copa Paulista             |
| San Paolo           | Santos                 | Ranking CBF                               |
| San Paolo           | Ponte Preta            | Ranking CBF                               |
| Sergipe             | Sergipe                | 1º nel Campionato Sergipano               |
| Sergipe             | Falcon                 | 2º nel Campionato Sergipano               |
| Tocantins           | Tocantinópolis         | 1º nel Campionato Tocantinense            |

1. ↑  Inizialmente, il Pacajus avrebbe dovuto qualificarsi in quanto vincitore della Copa Fares Lopes. In seguito, tuttavia, la CBF ha annunciato che la Copa Fares Lopes non soddisfaceva i requisiti per poter qualificare alla Copa do Brasil. La federazione ha quindi assegnato lo slot alla miglior squadra del Campionato Cearense non ancora qualificata.
2. ↑  Dal momento che il Guaranì e Criciùma avevano lo stesso numero di punti nel ranking CBF, la squadra qualificata è stata sorteggiata il 16 gennaio 2023.

## Primo turno
Il primo turno si gioca con sfide di sola andata, in casa della squadra con il minor punteggio nel ranking. In caso di pareggio, la squadra con il maggior punteggio nel ranking ottiene la qualificazione al secondo turno.
| Squadra 1              | Risultato | Squadra 2         |
| ---------------------- | --------- | ----------------- |
| 21 febbraio 2023       |           |                   |
| Marcílio Dias          | 1 - 0     | Chapecoense       |
| 22 febbraio 2023       |           |                   |
| Marília                | 0 - 3     | Brusque           |
| Falcón                 | 1 - 3     | Volta Redonda     |
| São Francisco-AC       | 1 - 1     | Ypiranga-RS       |
| Caucaia                | 0 - 0     | Tombense          |
| São Raimundo-RR        | 4 - 3     | Cuiabá            |
| Nova Mutum             | 4 - 2     | Londrina          |
| 23 febbraio 2023       |           |                   |
| São Luiz               | 1 - 0     | Juventude         |
| Vitória-ES             | 0 - 1     | Remo              |
| Humaitá                | 0 - 3     | Coritiba          |
| Trem                   | 0 - 4     | Vasco da Gama     |
| Ceilândia              | 0 - 1     | Santos            |
| 28 febbraio 2023       |           |                   |
| Resende                | 1 - 2     | Ferroviário-CE    |
| Fluminense-PI          | 0 - 4     | Ponte Preta       |
| Tocantinópolis         | 1 - 1     | América-MG        |
| Democrata-GV           | 1 - 1     | Santa Cruz        |
| Real Noroeste          | 1 - 1     | Vila Nova         |
| 1 marzo 2023           |           |                   |
| Campinense             | 0 - 2     | Grêmio            |
| Cordino                | 0 - 2     | Brasil de Pelotas |
| Caldense               | 0 - 3     | Ceará             |
| Princesa do Solimões   | 1 - 1     | Ituano            |
| União Rondonópolis     | 0 - 1     | CRB               |
| Operário-MS            | 1 - 0     | Operário-PR       |
| Sergipe                | 1 - 1     | Botafogo          |
| Athletic               | 1 - 1     | Brasiliense       |
| ASA                    | 1 - 1     | Goiás             |
| Tuna Luso              | 0 - 1     | CSA               |
| Jacuipense             | 1 - 4     | Bahia             |
| Camboriú               | 1 - 0     | Manaus            |
| Atlético de Alagoinhas | 0 - 0     | Atl. Goianiense   |
| São Bernardo           | 0 - 1     | Náutico           |
| Bahia de Feira         | 1 - 1     | RB Bragantino     |
| Tuntum                 | 0 - 5     | ABC               |
| Retrô                  | 3 - 2     | Avaí              |
| Parnahyba              | 0 - 0     | Botafogo-SP       |
| Nova Iguaçu            | 2 - 0     | Vitória           |
| 2 marzo 2023           |           |                   |
| Águia de Marabá        | 2 - 1     | Botafogo-PB       |
| Maringá                | 2 - 1     | Sampaio Corrêa    |
| Real Ariquemes         | 0 - 3     | Criciúma          |
| Iguatu                 | 1 - 0     | América-RN        |

## Secondo turno
Il secondo turno si gioca con sfide di sola andata. In caso di pareggio, il passaggio del turno si aggiudica tramite tiri di rigore.
| Squadra 1         | Risultato       | Squadra 2       |
| ----------------- | --------------- | --------------- |
| 7 marzo 2023      |                 |                 |
| Brasil de Pelotas | 2 - 0           | Ponte Preta     |
| 8 marzo 2023      |                 |                 |
| Remo              | 2 - 1           | São Luiz        |
| Camboriú          | 0 - 1           | Bahia           |
| Tombense          | 1 - 0           | Retrô           |
| 9 marzo 2023      |                 |                 |
| Náutico           | 2 - 1           | Vila Nova       |
| Santos            | 3 - 0           | Iguatu          |
| Botafogo          | 3 - 1           | São Raimundo-RR |
| 14 marzo 2023     |                 |                 |
| América-MG        | 1 - 0           | Santa Cruz      |
| Maringá           | 2 - 0           | Marcílio Dias   |
| Coritiba          | 1 - 1 (6-5 dtr) | Criciúma        |
| 15 marzo 2023     |                 |                 |
| Ituano            | 1 - 1 (4-2 dtr) | Ceará           |
| CRB               | 5 - 0           | Operário-MS     |
| Botafogo          | 7 - 1           | Brasiliense     |
| Águia de Marabá   | 0 - 0 (7-6 dtr) | Goiás           |
| Atl. Goianiense   | 1 - 1 (4-5 dtr) | Volta Redonda   |
| Ypiranga-RS       | 3 - 1           | RB Bragantino   |
| Nova Iguaçu       | 5 - 2           | Nova Mutum      |
| 16 marzo 2023     |                 |                 |
| Grêmio            | 3 - 0           | Ferroviário-CE  |
| CSA               | 1 - 0           | Brusque         |
| Vasco da Gama     | 0 - 0 (5-6 dtr) | ABC             |

## Terzo turno
Il terzo turno, sorteggiato il 29 marzo 2023 si gioca con sfide di andata e ritorno. In caso di pareggio, il passaggio del turno si aggiudica tramite calci di rigore.
| Squadra 1        | Totale          | Squadra 2         | Andata | Ritorno |
| ---------------- | --------------- | ----------------- | ------ | ------- |
| Botafogo-SP      | 0 – 3           | Santos            | 0 – 2  | 0 – 1   |
| Nova Iguaçu      | 1 – 7           | América-MG        | 1 – 2  | 0 – 5   |
| Coritiba         | 3 – 5           | Sport Recife      | 3 – 3  | 0 – 2   |
| Náutico          | 1 – 2           | Cruzeiro          | 1 – 0  | 0 – 2   |
| Atlético Mineiro | 3 – 2           | Brasil de Pelotas | 2 – 1  | 1 – 1   |
| Volta Redonda    | 1 – 6           | Bahia             | 1 – 2  | 0 – 4   |
| Ypiranga-RS      | 0 – 4           | Botafogo          | 0 – 2  | 0 – 2   |
| ABC              | 1 – 3           | Grêmio            | 0 – 2  | 1 – 1   |
| Maringá          | 4 – 8           | Flamengo          | 2 – 0  | 2 – 8   |
| San Paolo        | 1 – 0           | Ituano            | 0 – 0  | 1 – 0   |
| Fluminense       | 6 – 0           | Paysandu          | 3 – 0  | 3 – 0   |
| Remo             | 2 – 2 (4-5 dtr) | Corinthians       | 2 – 0  | 0 – 2   |
| Internacional    | 3 – 3 (7-6 dtr) | CSA               | 2 – 1  | 1 – 2   |
| Fortaleza        | 8 – 1           | Águia de Marabá   | 6 – 1  | 2 – 0   |
| CRB              | 2 – 2 (2-4 dtr) | Athl. Paranaense  | 1 – 0  | 1 – 2   |
| Palmeiras        | 5 – 3           | Tombense          | 4 – 2  | 1 – 1   |

## Ottavi di finale
| Squadra 1        | Totale          | Squadra 2     | Andata | Ritorno |
| ---------------- | --------------- | ------------- | ------ | ------- |
| América-MG       | 3 – 3 (5-4 dtr) | Internacional | 2 – 0  | 1 – 3   |
| Sport Recife     | 3 – 3 (3-5 dtr) | San Paolo     | 0 – 2  | 3 – 1   |
| Athl. Paranaense | 3 – 3 (4-2 dtr) | Botafogo      | 3 – 2  | 0 – 1   |
| Fluminense       | 0 – 2           | Flamengo      | 0 – 0  | 0 – 2   |
| Santos           | 1 – 1 (3-4 dtr) | Bahia         | 0 – 0  | 1 – 1   |
| Palmeiras        | 3 – 1           | Fortaleza     | 3 – 0  | 0 – 1   |
| Atlético Mineiro | 2 – 2 (1-3 dtr) | Corinthians   | 2 – 0  | 0 – 2   |
| Grêmio           | 2 – 1           | Cruzeiro      | 1 – 1  | 1 – 0   |

## Quarti di finale
| Squadra 1  | Totale          | Squadra 2        | Andata | Ritorno |
| ---------- | --------------- | ---------------- | ------ | ------- |
| San Paolo  | 3 – 1           | Palmeiras        | 1 – 0  | 2 – 1   |
| América-MG | 3 – 3 (1-3 dtr) | Corinthians      | 1 – 0  | 2 – 3   |
| Bahia      | 2 – 2 (3-4 dtr) | Grêmio           | 1 – 1  | 1 – 1   |
| Flamengo   | 4 – 1           | Athl. Paranaense | 2 – 1  | 2 – 0   |

## Semifinali
| Squadra 1   | Totale | Squadra 2 | Andata | Ritorno |
| ----------- | ------ | --------- | ------ | ------- |
| Corinthians | 2 – 3  | San Paolo | 2 – 1  | 0 – 2   |
| Grêmio      | 0 – 3  | Flamengo  | 0 – 2  | 0 – 1   |

## Finale
| Squadra 1 | Totale | Squadra 2 | Andata | Ritorno |
| --------- | ------ | --------- | ------ | ------- |
| Flamengo  | 1 – 2  | San Paolo | 0 – 1  | 1 – 1   |

## Cannonieri
| Pos | Giocatore        | Club            | Reti |
| --- | ---------------- | --------------- | ---- |
| 1   | Alef Manga       | Coritiba        | 5    |
| 1   | Lorran           | Nova Mutum      | 5    |
| 1   | Pedro            | Flamengo        | 5    |
| 1   | Tiquinho Soares  | Botafogo        | 5    |
| 4   | Aloísio          | América-MG      | 4    |
| 4   | Renato           | CRB             | 4    |
| 7   | Alan Patrick     | Internacional   | 3    |
| 7   | Allan Rosàrio    | São Raimundo-RR | 3    |
| 7   | Gabriel Teixeira | Bahia           | 3    |
| 7   | Carlos Eduardo   | Botafogo        | 3    |
| 7   | Cauly            | Bahia           | 3    |
| 7   | Marcos Leonardo  | Santos          | 3    |
| 7   | Serginho         | Maringá         | 3    |